# エドゥアール・デルデヴェス

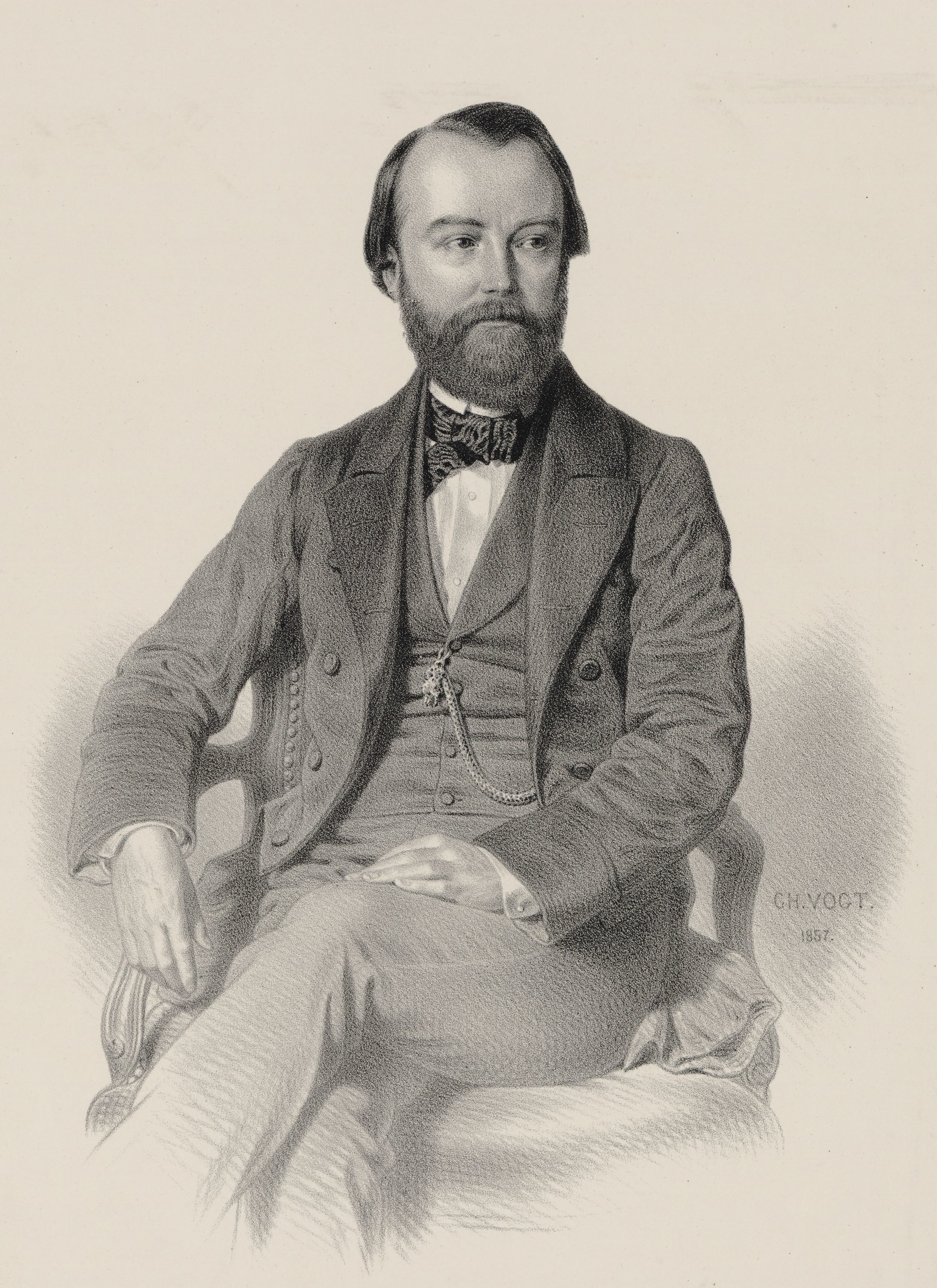
エドゥアール・デルデヴェス、1857年

エドゥアール・デルデヴェス（Édouard-Marie-Ernest Deldevez、1817年5月31日 - 1897年11月5日、Ernest もしくは Ernst Deldevez とも）は、フランスのヴァイオリニスト、指揮者、作曲家及び音楽教師である。
現在では、バレエ作品『パキータ』（1846年）の作曲者として名を残している。

## プロフィール
エドゥアール・デルデヴェスは、パリで生まれた。彼はヴァイオリニストの道に進み、沢山の賞を得た。やがて彼はジャン・フランソワ・シュドル（Jean-François Sudre、1787年 - 1862年）を中心にした音楽家グループの一員となった。
シュドルのグループは、「ソルレソル」と呼ばれる音階を文字の代わりに使った人工言語開発の試みを続けていた。シュドルはデルデヴェスに、彼の開発した「ソルレソル」での文字発信及び解釈の訓練を行った。「ソルレソル」では、ある指定された音譜は、一定の単語もしくは文字を象っていた。デルデヴェスたちは、フランス国内を回り、聴衆たちからの質問にシュドルのヴァイオリンを使用することで回答を与えていた。
「ソルレソル」については、軍事的な要請が直ちに出された。戦場において喇叭手が、連隊に命令を伝達する方法として有効ではないかと考えられたのである。しかし、この仮説は「ソルレソル」での情報伝達が天候や風の影響を受けやすいという理由で否定された。
デルデヴェスは1867年に『Notation de la musique classique』という本を出版したのを始めとして、沢山の著書を執筆し、レジオン・ドヌール勲章を1874年に受章した。
デルデヴェスの名は、現在においては1846年初演のバレエ『パキータ』の作曲者として知られている。
デルデヴェスはパリ音楽院管弦楽団の首席指揮者の地位に1872年から1885年まで在任し、1897年にパリで死去した。

## 主な作品
- Lady Henriette（バレエ）
- Eucharis（バレエ）
- パキータ（バレエ）
- Vertvert（バレエ）

## 著書
デルデヴェスは、自伝2冊を含む多くの著書を残している。
- La Notation de la musique（1867年）
- Principe de la formation des accords（1868年）
- Curiosités musicales（1873年）
- L'Art du chef d'orchestre（1878年）
- La Société des Concerts du Conservatoire（1887年）
- De l'Exécution d'ensemble（1888年）
- Mes Mémoires（1890年）
- Le Passé, à propos du présent, suite à Mes Mémoires（1892年）